# Georges Lautner

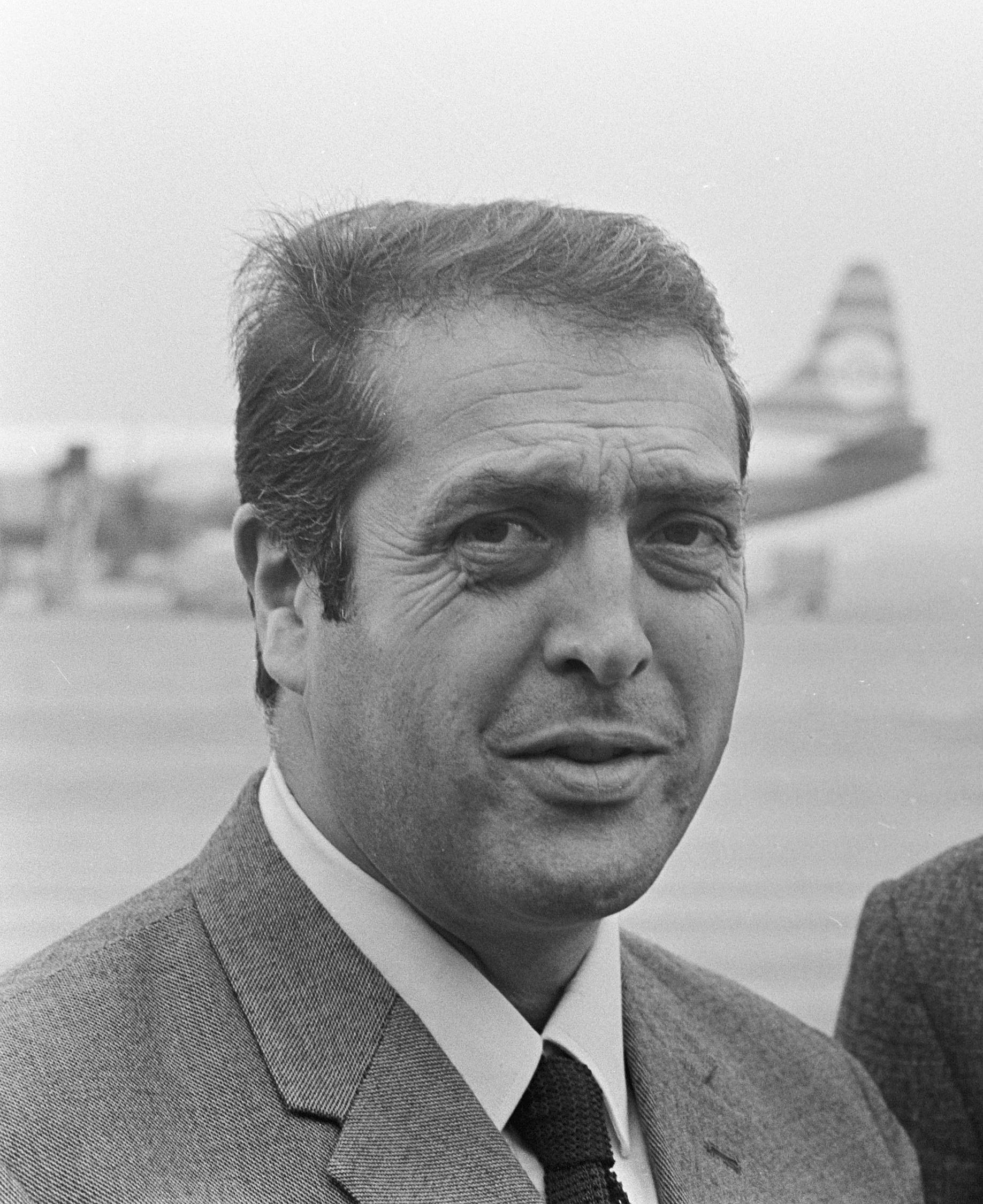
Georges Lautner in 1966

Georges Lautner (Nice, 24 januari 1926 – Parijs, 22 november 2013) was een Franse filmregisseur en scenarioschrijver. Hij was de zoon van actrice Renée Saint-Cyr. Hij is vooral gekend voor zijn komedies waarvoor hij heel dikwijls samenwerkte met dialoogschrijver Michel Audiard. Hij had ook zijn favoriete acteurs : onder meer Bernard Blier, Francis Blanche, Lino Ventura, Paul Meurisse, Jean Lefebvre, Mireille Darc en Jean-Paul Belmondo. Hij was een zeer productief cineast: in een tijdspanne van 34 jaar draaide hij 42 langspeelfilms, waaronder 16 komedies en 10 politiekomedies.

## Leven en werk
Georges Lautner dankte zijn liefde voor de cinema aan zijn moeder. In 1933 vergezelde hij haar naar Parijs want ze maakte er dat jaar haar filmdebuut. De jonge Georges kon er veel tijd in de bioscoopzalen doorbrengen. Die gelukkige periode werd in 1938 verstoord door de dood van zijn vader in een vliegtuigongeval en door het uitbreken van de Tweede Wereldoorlog.
Na de bevrijding van Parijs deed hij ervaring op als decorateur, filmoperateur en regieassistent. In 1958 kreeg hij de regie van La Môme aux boutons toevertrouwd maar de film kende weinig bijval. Zijn twee volgende films, waarvan Bernard Blier de hoofdrol voor zijn rekening nam, deden het veel beter. Sindsdien werkte hij meestal mee aan het scenario van zijn films. In 1961 ontdekte het grote publiek hem definitief dankzij Le Monocle noir. Deze politiekomedie werd zo gunstig onthaald dat hij nog twee vervolgen draaide. De hoofdrol van de Franse geheim agent le monocle was drie keer weggelegd voor de flegmatieke en elegante acteur Paul Meurisse.
Hij werd al gauw door Bernard Blier en Michel Audiard aanbevolen bij Alain Poiré, productiedirecteur bij Gaumont. Deze bezorgde hem de regie van Les Tontons flingueurs (1963), een parodie op de gangsterfilm die zijn eerste kaskraker werd. In die tijd ontmoette hij Mireille Darc met wie hij 13 films zou draaien, waarvan de spionagekomedie Les Barbouzes (1964) de meest succesrijke was.
De jaren zeventig waren zijn meest vruchtbare. Ze culmineerden in 1979 in zijn samenwerking met Jean-Paul Belmondo. Belmondo, Audiard en Lautner gingen een vaste tandem vormen. Flic ou Voyou, Le Guignolo, Joyeuses Pâques en vooral Le Professionnel werden commerciële voltreffers.
Zijn geattitreerde dialoogschrijver Audiard overleed in 1985 en vanaf dan nam zijn succes af. Hij sloot zijn carrière af met L'Inconnu dans la maison (1992), zijn vijfde film met Belmondo. In 2005 verscheen zijn autobiografie On aura tout vu, titel die hij ontleende aan een film die hij draaide in 1976.

## Filmografie

### Bioscoopfilms
- 1958: La Môme aux boutons
- 1959: Marche ou crève
- 1960: Arrêtez les tambours
- 1961: En plein cirage
- 1961: Le Monocle noir
- 1961: Le Septième Juré
- 1962: L'Œil du Monocle
- 1963: Les Tontons flingueurs (naar de roman Grisbi or not grisbi van Albert Simonin)
- 1963: Des pissenlits par la racine
- 1964: Le Monocle rit jaune
- 1964: Les Barbouzes
- 1965: Les Bons Vivants (of : Un grand Seigneur, anthologiefilm)
- 1966: Galia
- 1966: Ne nous fâchons pas
- 1967: La Grande Sauterelle
- 1967: Fleur d'oseille
- 1968: Le Pacha
- 1970: La route de Salina
- 1970: Laisse aller, c'est une valse
- 1971: Il était une fois un flic
- 1972: Quelques messieurs trop tranquilles
- 1973: La Valise
- 1974: Les Seins de glace (naar de roman Someone is bleeding van Richard Matheson)
- 1975: Pas de problème !
- 1976: On aura tout vu
- 1977: Mort d'un pourri
- 1978: Ils sont fous ces sorciers
- 1979: Flic ou Voyou
- 1980: Le Guignolo
- 1980: Est-ce bien raisonnable ?
- 1981: Le Professionnel
- 1983: Attention ! Une femme peut en cacher une autre
- 1984: Joyeuses Pâques (naar het gelijknamige toneelstuk van Jean Poiret)
- 1984: Le Cowboy
- 1985: La Cage aux folles 3 - 'Elles' se marient
- 1986: La Vie dissolue de Gérard Floque
- 1987: La Maison assassinée
- 1988: L'Invité surprise
- 1989: Présumé dangereux (naar de roman Believed Violent van James Hadley Chase)
- 1991: Triplex
- 1991: Room service
- 1992: L'Inconnu dans la maison (naar de roman Les Inconnus dans la maison van Georges Simenon)

### Televisie
- 1992: Prêcheur en eau trouble, met Claude Brasseur
- 1994: L'Homme de mes rêves, met Michel Leeb
- 1996: Le Comédien, naar een toneelstuk van Sacha Guitry